# Papuaphiloscia laevis
Papuaphiloscia laevis là một loài chân đều trong họ Philosciidae. Loài này được Schultz miêu tả khoa học năm 1973.